# Ya Yerv Corona
Ya Yerv Corona est une corona, formation géologique en forme de couronne, située sur la planète Vénus par -9° S et 214° E. Elle est localisée dans le quadrangle de Taussig. Elle a été nommée en référence à Ya Yerv, divinité Nénètse, (peuple autochtone samoyède de Russie) Terre mère.

## Géographie et géologie
Ya Yerv Corona couvre une surface circulaire d'environ 275 km de diamètre. 